# Општина Опово
Општина Опово је једна од општина у Републици Србији. Налази се у АП Војводини и спада у Јужнобанатски округ. По подацима из 2004. општина заузима површину од 203 km² (од чега на пољопривредну површину отпада 16.772 ha, а на шумску 71 ha).
Седиште општине је насеље Опово. Општина Опово се састоји од 4 насеља. Према подацима са последњег пописа 2022. године у општини је живело 9.462 становника (према попису из 2011. било је 10.440 становника). По подацима из 2004. природни прираштај је износио -3,9‰, а број запослених у општини износи 1.214 људи. У општини се налазе 4 основне школе.
Општина Опово је једна од најмањих општина у Војводини. Има изузетно повољан геостратешки положај (раскршће три велика трговинска центра – Београд и Панчево су удаљени 30 km и Зрењанин на удаљености од 40 km од општинског центра).

## Насељена места
- Баранда
- Опово
- Сакуле
- Сефкерин

## Демографија
| Етнички састав према попису из 2011.‍ | Етнички састав према попису из 2011.‍ | Етнички састав према попису из 2011.‍ | Етнички састав према попису из 2011.‍ | Етнички састав према попису из 2011.‍ |
| ------------------------------------ | ------------------------------------ | ------------------------------------ | ------------------------------------ | ------------------------------------ |
|                                      |                                      |                                      |                                      |                                      |
| Срби                                 | Срби                                 |                                      | 8.994                                | 86,15%                               |
| Роми                                 | Роми                                 |                                      | 312                                  | 2,99%                                |
| Румуни                               | Румуни                               |                                      | 198                                  | 1,89%                                |
| Хрвати                               | Хрвати                               |                                      | 167                                  | 1,60%                                |
| Регионална припадност                | Регионална припадност                |                                      | 203                                  | 1,94%                                |
| остали                               | остали                               |                                      | 566                                  | 5,42%                                |
| укупно: 10.440                       |                                      |                                      |                                      |                                      |

## Познате личности
- Драган Бјелогрлић
- Олга Петров
- Јован Микић Спартак